# قومية يونانية

علم اليونان

القومية اليونانية أو القومية الهيلينية (باليونانية: Ελληνικός εθνικισμός)‏ تشير إلى القومية بالنسبة للشعب اليوناني والحضارة اليونانية. نشأت وتطورت فكرة القومية اليونانية من الناحية الأيديولوجية في العصور ما قبل الحديثة. وأصبحت الحركة الوطنية اليونانية حركة سياسية واسعة الانتشار إبَّان القرن الثامن عشر، وتكللت بحرب الاستقلال اليونانية (1821–1829) التي حررت البلاد من حكم الدولة العثمانية. بلغت الحركة القومية اليونانية أوجها في اليونان قبل مدة قصيرة من اندلاع الحرب العالمية الأولى وخلالها تحت قيادة الشخصية الوطنية إلفثيريوس فينيزيلوس الذي سار مُتَّبعاً فكرة ميغالي واستطاع تحرير بلاده في حروب البلقان، كما تمكن لفترة وجيزة من السيطرة على منطقة سميرنا (الآن أزمير) عقب انتهاء الحرب قبل أن تسيطر عليها تركيا مجدداً. أمَّا اليوم فما زالت القومية اليونانية تلعب دوراً جوهرياً في النزاع اليوناني التركي على قبرص.

## التاريخ

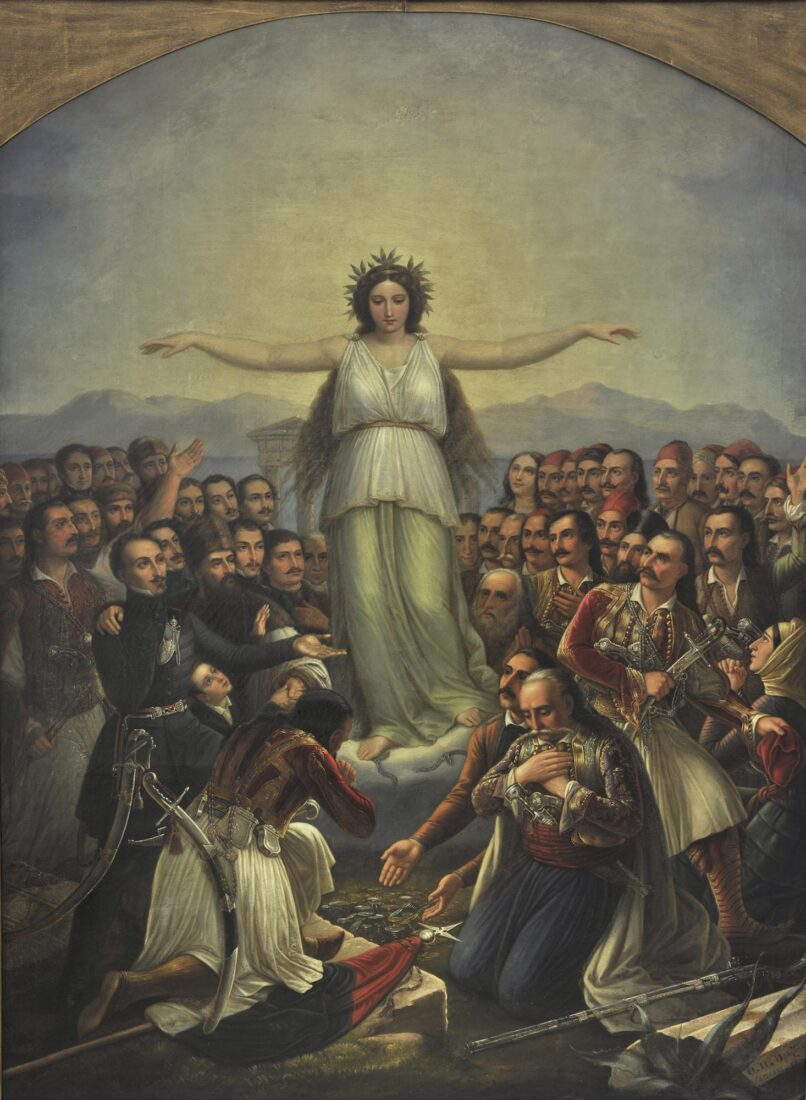
لوحة "هيلاس المُمتنّة" بريشة ثيودوروس فريزاكيس (1858).

لعب تأسيس وإقامة المعاقل الهيلينية دوراً أساسياً في نمو وتطور الوعي الذاتي الخاص بالقومية اليونانية. برزت معالم نشأة القومية اليونانية بصورة رئيسية كأيديولوجيا خلال الحروب الفارسية اليونانية في القرن الخامس قبل الميلاد، بيد أنها لم تتجلى كواقع سياسي على الأرض فقد ظلت بعض الدول الإغريقية آنذاك متحالفة مع الإمبراطورية الفارسية. قدَّم كل من أرسطو وأبقراط مقاربةً نظرية في تفوق القبائل الإغريقية عن غيرها.
تشكلت ملامح حقبة جديدة من الوطنية اليونانية في ظل حكم السلالة الباليولوجية (1261–1453) للإمبراطورية البيزنطية، وترافق ذلك مع اندفاع للعودة إلى مآثر حضارة اليونان القديمة. كما طرحت بعض الشخصيات البارزة آنذاك تغيير اللقب الإمبراطوري من «باسيليوس وأوتقراط الروم» ليصبح «إمبراطور الهيلينيين». شكَّلت هذه الحماسة للماضي الإغريقي المجيد عنصراً ظل حاضراً في الحركة الوطنية التي قادت إلى قيام دولة اليونان الحديثة عام 1830، بعد تحرير البلاد من الحكم العثماني الذي استمر لأربعة قرون ونيف.
أفضت الحركات الوطنية الشعبية التي دعت إلى الإينوسيس (من اليونانية: Ένωσις، وتعني: «الاتحاد») وهو توحيد جميع الأراضي اليونانية في دولة يونانية واحدة إلى انضمام كل من كريت (عام 1908)، والجزر الأيونية (عام 1864)، ودوديكانيسيا (عام 1947). كما كانت الدعوات إلى الإينوسيس من السمات التي ظهرت في السياسة القبرصية إبَّان فترة الحكم البريطاني على الجزيرة. اعتبر بعض القوميين اليونانيين خلال فترة ما بين الحربين العالميتين التي اتسمت بالاضطراب في أن المجتمعات المسيحية الأرثوذكسية من الألبان والأرومانيين والبلغار قد يمكن إدماجها في الأمة اليونانية. أصيب مبدأ «فكرة ميغالي» الذي نادى بوحدوية الأمة اليونانية بنكسة بعد الحرب التركية اليونانية (1919–1922) ومذابح اليونانيين البونتيك. ومنذ حينها اتصفت العلاقات التركية اليونانية بالتوتر بين القومية اليونانية ونظيرتها التركية، وبلغ هذه التوتر بين الطرفين ذروته بعد الغزو التركي لقبرص عام 1974.
لعبت القومية دوراً هاماً في الحياة السياسية اليونانية على مدى قرن ونصف القرن من وجود دولة اليونان الحديثة، ومن أبرز الأحزاب السياسية الوطنية المنحلة والقائمة هنالك:
- الحزب الوطني (1865–1913) (منحل)
- الحزب الليبرالي (1910-1961) (منحل)
- حزب المفكرون الأحرار (1922–1936) (منحل)
- حزب التجمع اليوناني (1951–1955) (منحل)
- حزب 4 أغسطس (1965–1977) (منحل)
- حزب التحالف الوطني (1977–1981) (منحل)
- حزب الهيلينية (1981–2004) (منحل)
- حزب الاتحاد السياسي الوطني (1984–1996) (منحل)
- حزب الجبهة الهيلينية (1994–2005) (منحل)
- حزب الخط الأمامي (1999–2000) (منحل)
- حزب التحالف الوطني (2004–2007) (منحل)
- حزب التجمع الشعبي الأرثوذكسي (2000–) (نشط)
- المجتمع – حزب سياسي لخلفاء كابودیستریاس (2008–) (نشط)
- حزب الأمل الوطني (2010–) (نشط)
- الجبهة الوطنية (2012–) (نشط)
- الفجر الذهبي (1980–) (برلماني)
- اليونانيون المستقلون (2012–) (برلماني)
- الجبهة الشعبية المتحدة (2011–) (نشط)
- رابطة الوحدة الوطنية (2011–) (نشط)
- الوحدة الوطنية (2016–) (نشط)
- اليمين الجديد (2016–) (نشط)